# SGU (Regelwerk)
SGU steht für (Arbeits-)Sicherheit, Gesundheits- und Umweltschutz und ist ein Fachausdruck aus dem SCC-Regelwerk. Es wird zwischen „Operativen Mitarbeitern“ (SCC 016 bzw. SCC 018 z. B. Monteure) und „Operativen Führungskräften“ (SCC 017 z. B. Obermonteure, Projektleiter usw.) unterschieden.
In folgenden Bereichen  müssen Unterweisungen stattfinden, die turnusmäßig (aktuell alle 5 Jahre) durch eine Prüfung bestätigt werden müssen. Das Ergebnis der Prüfung und alle Unterweisungen müssen in einen Sicherheitspass eingetragen werden, der auf Baustellen ständig mitzuführen ist.
Für operative Mitarbeiter gelten folgende Themen:
- A Arbeitsschutzgesetzgebung und -überwachung
- B Unfallursachen und Verhalten bei Unfällen
- C Umgang mit Gefahrstoffen
- D Brand- und Explosionsgefahr
- E Arbeitserlaubnisschein-Verfahren und Arbeiten in engen Räumen
- F Einsatz von Werkzeugmaschinen, Handwerkzeugen, Baumaschinen und -geräten, Schweiß- und Elektrogeräten sowie sonstigen Arbeitsmitteln
- G Förder- und Hebetechnik, Verkehrswege
- H Arbeiten auf hoch- und tiefgelegenen Arbeitsplätzen
- I Persönliche Schutzausrüstung

Für operative Führungskräfte gelten folgende Themen:
- A	Arbeitsschutzgesetzgebung und Europäische Richtlinien
- B	Unfallursachen und Folgerungen für die Sicherheitspolitik
- C	Methoden zur Förderung des Arbeitsschutzes
- D	Arbeitsverfahren und Arbeitsgenehmigungen
- E	Gefährdungsbeurteilung
- F	Brand- und Katastrophenschutz, Notfallplanung und Erste Hilfe
- G	Risiken und Schutzmaßnahmen bei ...
  - G1	... Lärmexpositionen
  - G2	... Arbeiten an elektrischen Anlagen und mit elektrischen Betriebsmitteln
  - G3	... Strahlenexpositionen
  - G4	... hoch und tief gelegenen Arbeitsplätzen, Verkehrswegen und Leitern
- H	Tätigkeiten mit Gefahrstoffen und Umgang mit Abfällen sowie wasserrechtliche Vorschriften
- I	Ergonomie am Arbeitsplatz, Alkohol- und Drogenproblematik am Arbeitsplatz

Das SCC-Regelwerk schreibt vor, dass die zertifizierte Firma einen SGU-Koordinator benannt haben muss, der ausgebildete Fachkraft für Arbeitssicherheit ist.
In Zusammenhang mit SGU ist auch die Abkürzung QSGU zu finden. Das vorangestellte „Q“ steht dabei für Qualität.

## Belege
1. ↑  SCC-Regelwerk: Einführung und Historie. (Memento vom 29. Februar 2016 im Internet Archive)